# Gus Bofa
Pour les articles homonymes, voir Blanchot.
Gustave Henri Émile Blanchot, dit « Gus Bofa », né le 23 mai 1883 à Brive-la-Gaillarde et mort le 1er septembre 1968 à Aubagne, est un affichiste, graveur, et l'un des plus grands illustrateurs français du XXe siècle.

## Biographie

### Formation
Fils du colonel Paul Léopold Jean Baptiste Blanchot (1836-1914), dont il est le onzième et avant-dernier enfant, il passe son enfance à Bordeaux puis emménage à Paris (son père est nommé commandant militaire du Sénat). Il est inscrit au lycée Henri-IV, établissement où il rencontre André Dunoyer de Segonzac et Maurice Constantin-Weyer qui resteront ses amis les plus proches.
Enfant sportif, dessinateur impénitent et rêveur à l'excès, c’est à l’âge précoce de cinq ans qu’il invente son nom d’artiste, Gus Bofa,.

### Carrière

#### Premières armes
Suivant une tradition familiale qui remonte à plusieurs générations, il se destine à la carrière militaire mais y renonce au moment de présenter le concours de Saint-Cyr « car arrivé à la porte de cet établissement je me suis aperçu que j'étais antimilitariste ». À quinze ans, alors qu'il est encore au lycée, il vend, « pour deux louis », ses premiers dessins à Maurice Méry, directeur du journal Le Sourire. Il collabore ensuite avec Le Rire et La Risette. Une fois bachelier, il suit quelque temps les cours des Beaux-Arts où il est l'élève de Luc-Olivier Merson et de Fernand Cormon.
Après son service militaire, il occupe quelques emplois de bureau sans intérêt (ingénieur dans une fonderie d’aluminium et secrétaire d’une mine de cuivre), tout en dessinant des affiches. Vers 1906, il crée les Affiches Gus-Bofa.
Fort de son succès d’affichiste, il écrit des contes pour la presse, des revues pour le music-hall et tient la chronique théâtrale du Rire journal qu’il dirige à partir de 1909 et où il fait débuter Pierre Mac Orlan, d'abord comme dessinateur, puis comme écrivain. En 1912, il quitte Le Rire, que son propriétaire estime dériver, sous sa direction, vers des horizons trop intellectuels, et rejoint Le Sourire, où il crée La Petite Semaine en compagnie de son ami Roland Dorgelès.
Il dessine aussi des costumes et décors pour le théâtre et pratique parallèlement la boxe, la natation, l'escrime et l'équitation,.

#### Première guerre mondiale
En 1914, il est mobilisé dans l'infanterie et répond à l'appel, avouant une « curiosité un peu malsaine pour un jeu inconnu, vers quoi s’était tournée toute mon enfance, et une autre curiosité, plus intime, de savoir comment mon bonhomme intérieur allait réagir aux émotions et aux accidents de ce jeu dangereux. »
Très grièvement blessé aux jambes en décembre 1914 lors des combats du Bois-le-Prêtre, il refuse d’être amputé et, de son lit d’hôpital, envoie des dessins à La Baïonnette et collabore bientôt au Journal, à Excelsior et au Petit Parisien. On retrouvera plus tard sa signature dans  Le Perchoir, Le Pays de France (1918), Nos Loisirs (1919-1920), Cyrano (1924), Gringoire (1930) et Scaramouche (1936).
En 1916, il épouse Alice Lœwenstein, marraine de guerre et riche bourgeoise de vingt ans son aînée, qui lui épargne dès lors le souci de gagner sa vie. Ils s'installent rue Lafayette et il prend un atelier rue Edouard Détaille, loin de la bohème artistique.

Au lendemain du conflit qui l’a réduit « à l’état de mutilé translucide et décoloré », il commence, poussé par Mac Orlan, une carrière d’illustrateur de livres de luxe. Il met ainsi en image Mac Orlan, Courteline, Swift, Voltaire, De Quincey, Cervantès ou Octave Mirbeau’. Parallèlement, il se remet sur pied, reprend même la boxe, et publie trois livres personnels qui soldent son expérience de la guerre : Chez les Toubibs (1917), Rollmops, ou le Dieu assis (1919), et Le Livre de la Guerre de Cent Ans (1921),.

Illustrations de Gus Bofa pour son livre Rollmops, le Dieu assis (1919).
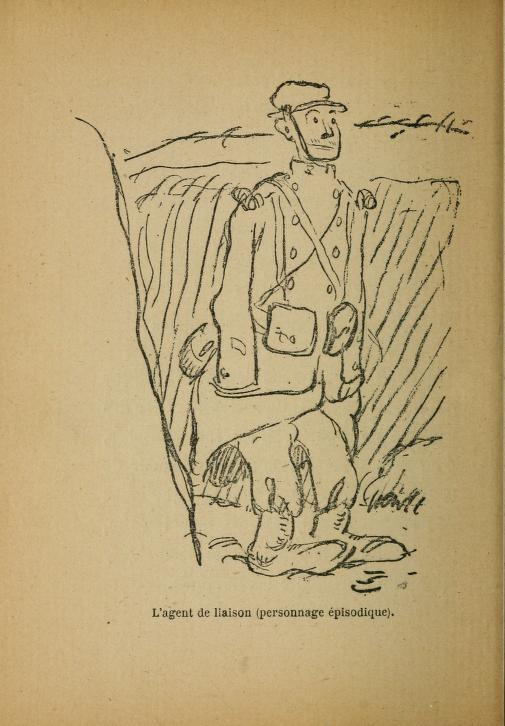
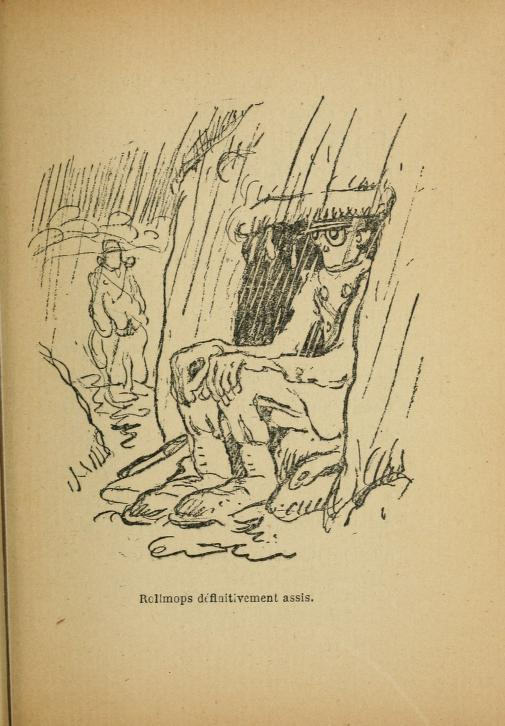
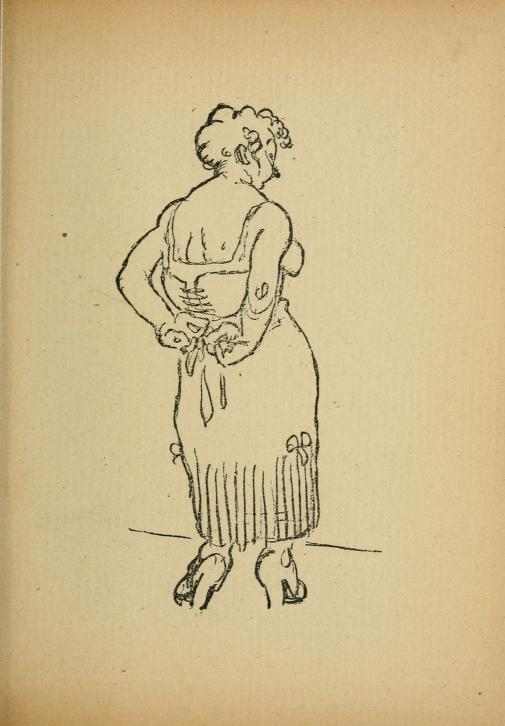
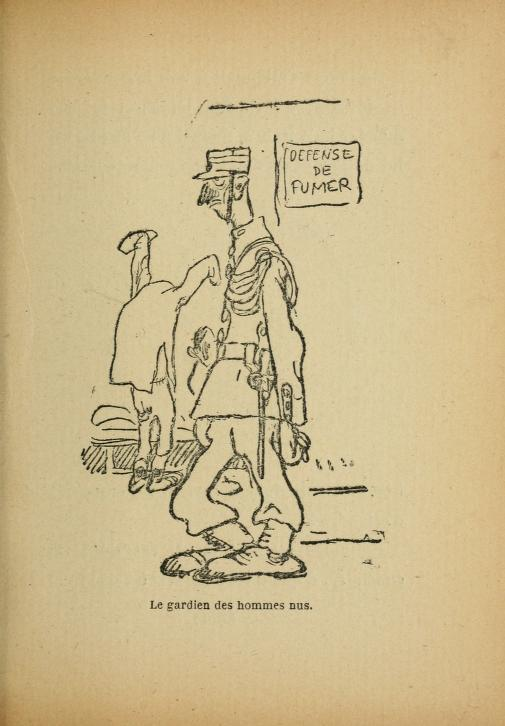
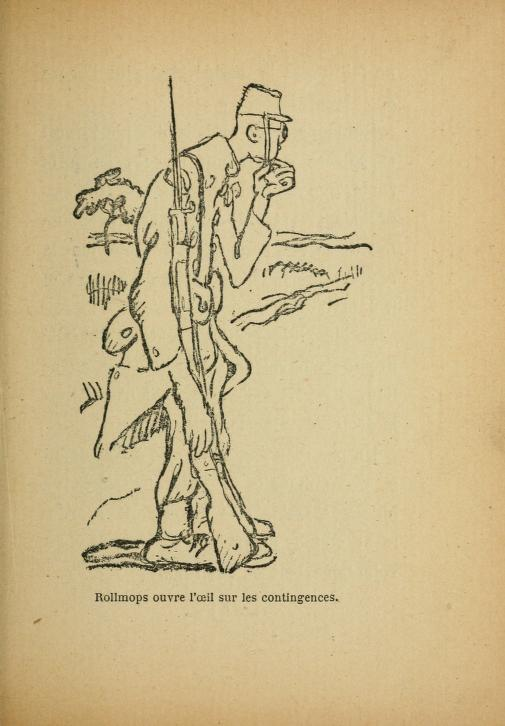

Illustrations de Gus Bofa pour Le Chant de l'Équipage de Pierre Mac Orlan (1918).
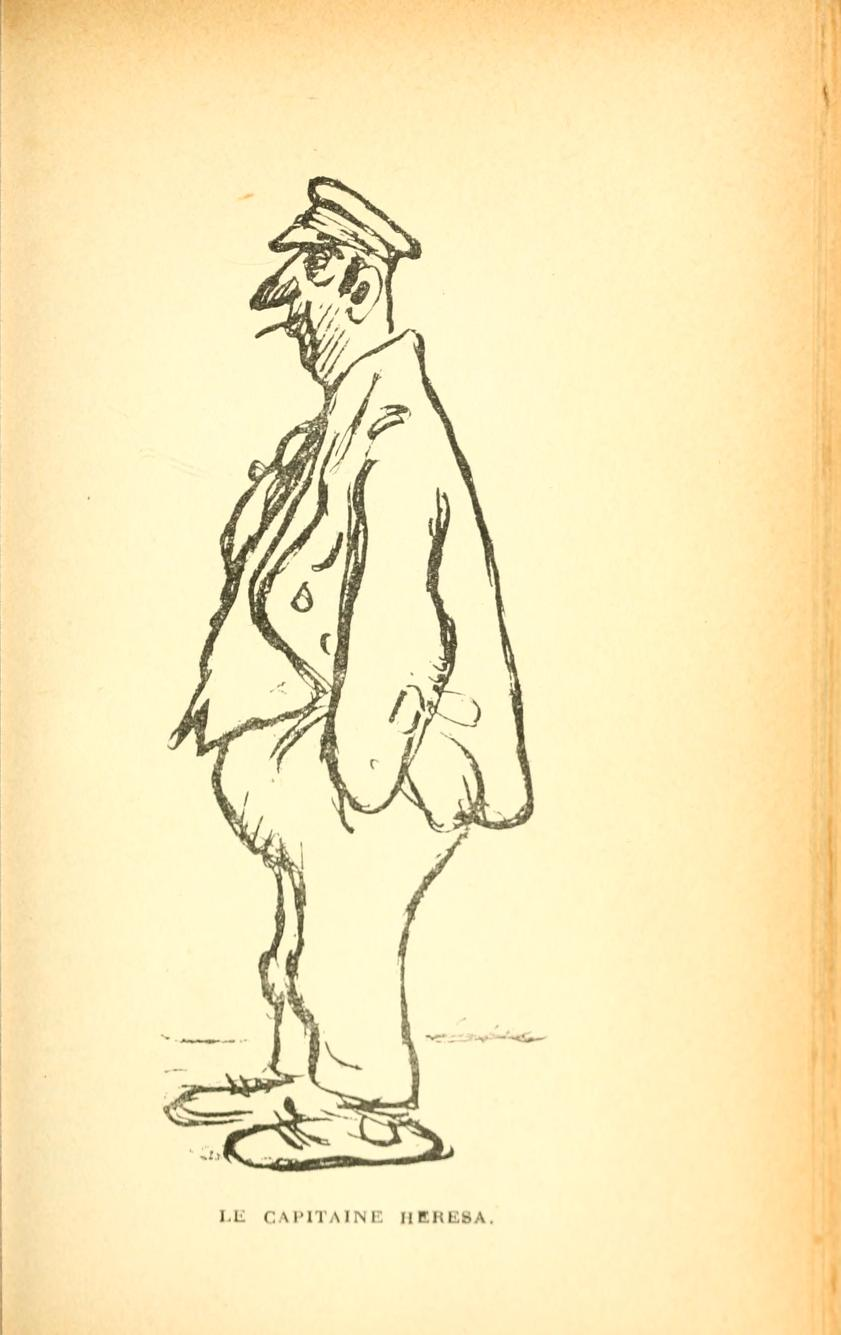
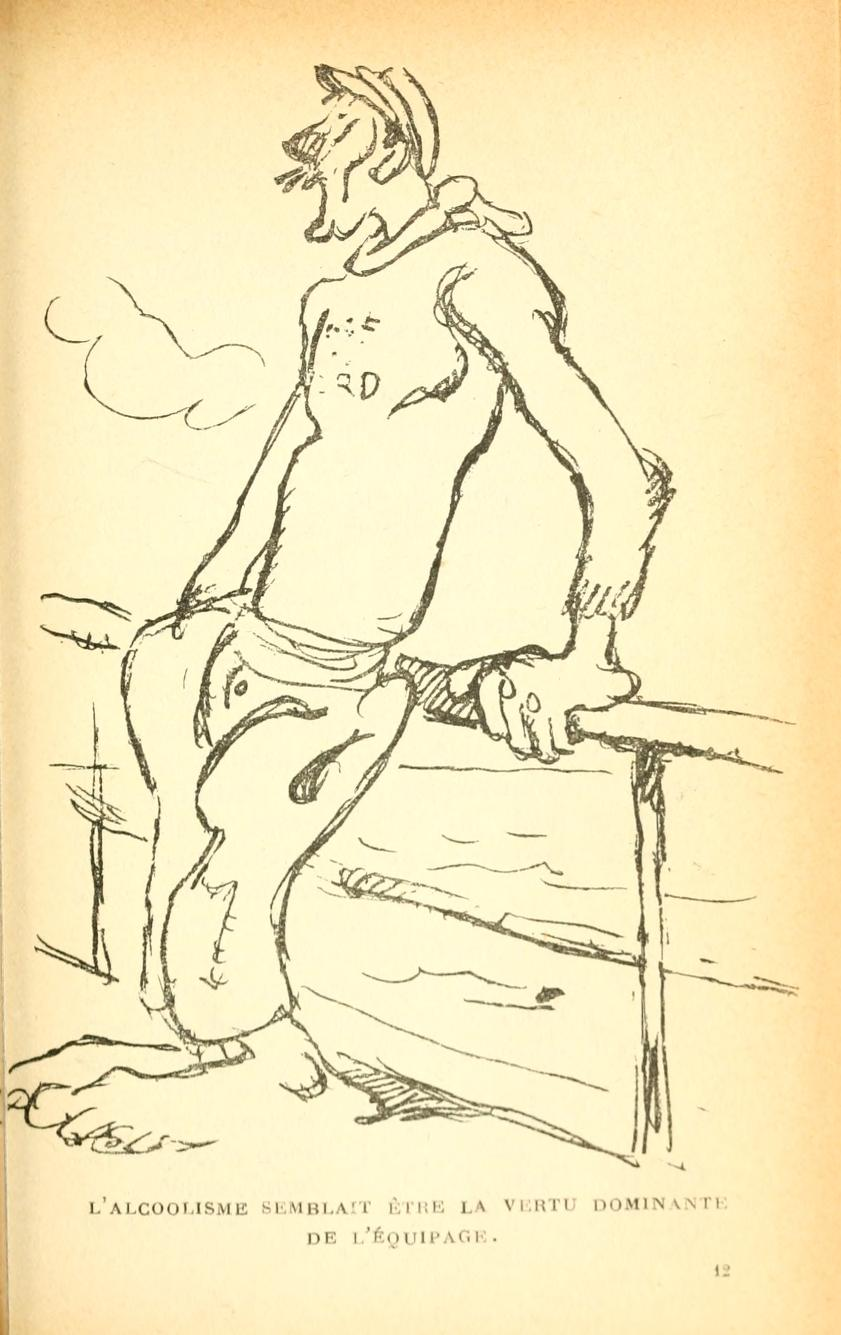
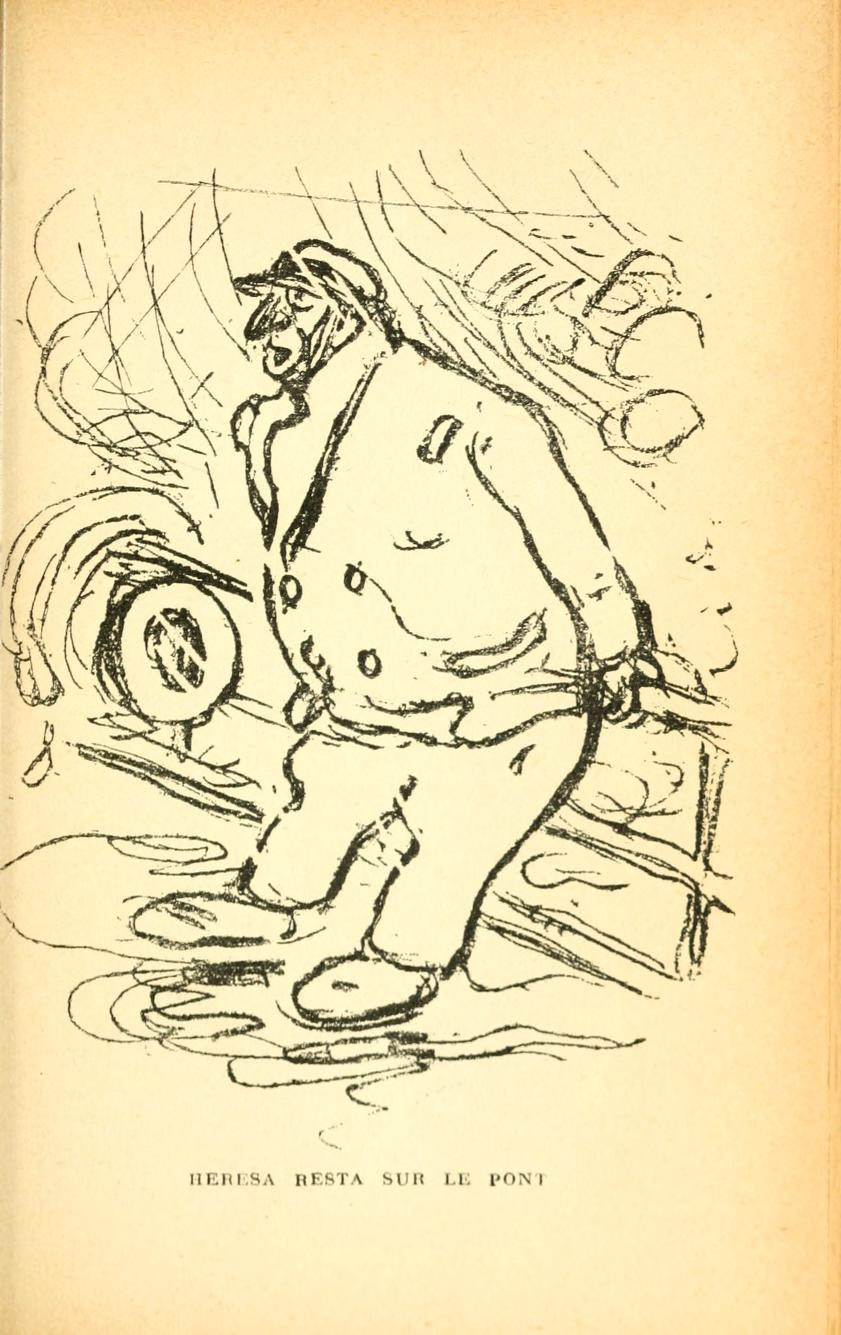
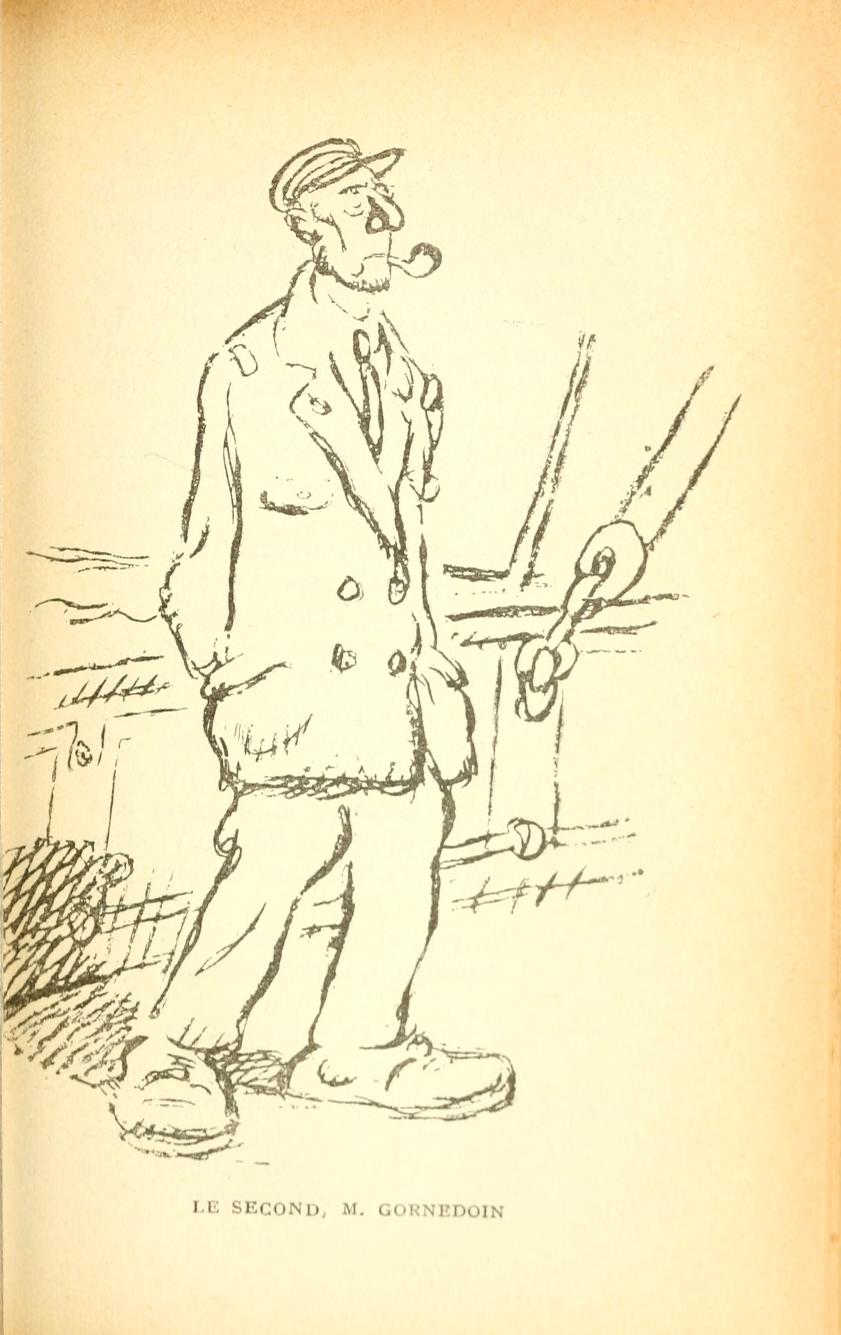
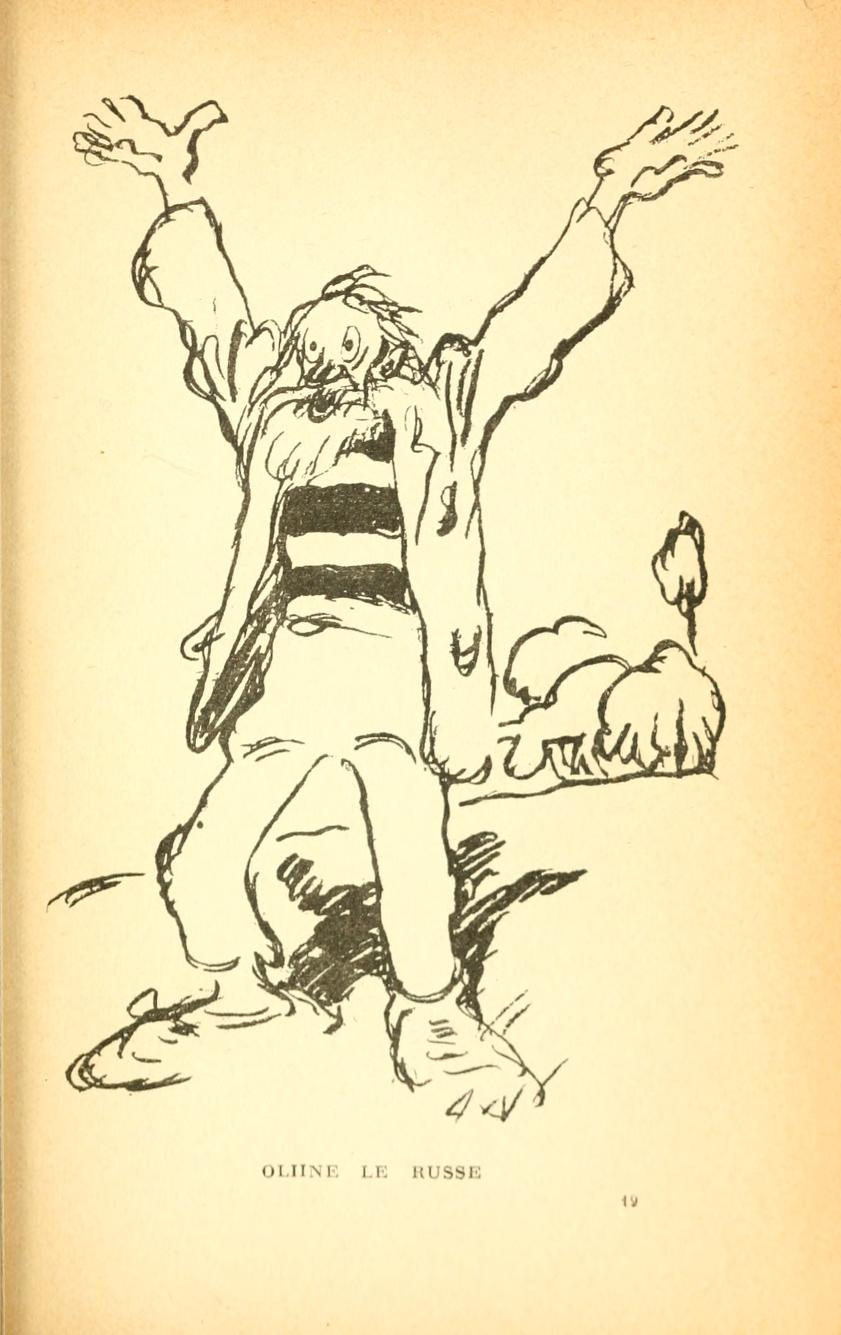
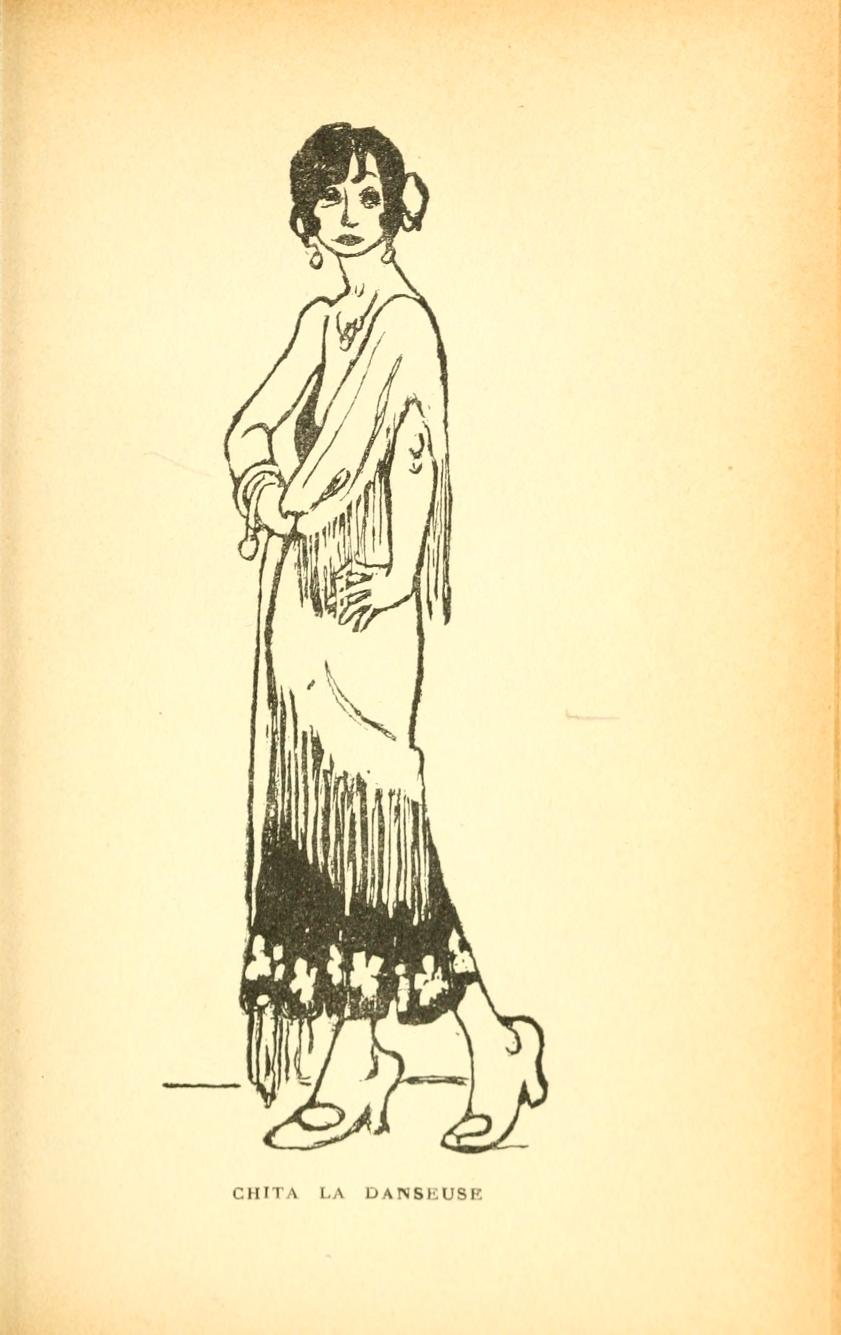

Illustrations de Gus Bofa pour U713 ou les Gentilshommes d'infortune, de Pierre Mac Orlan (1917)
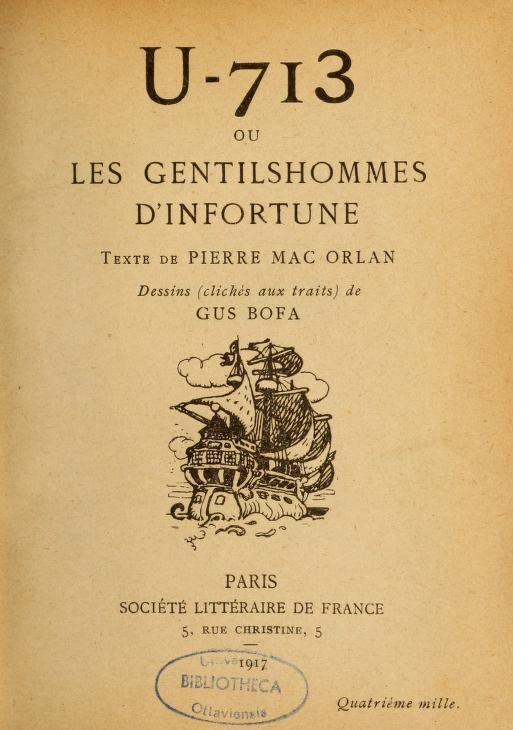
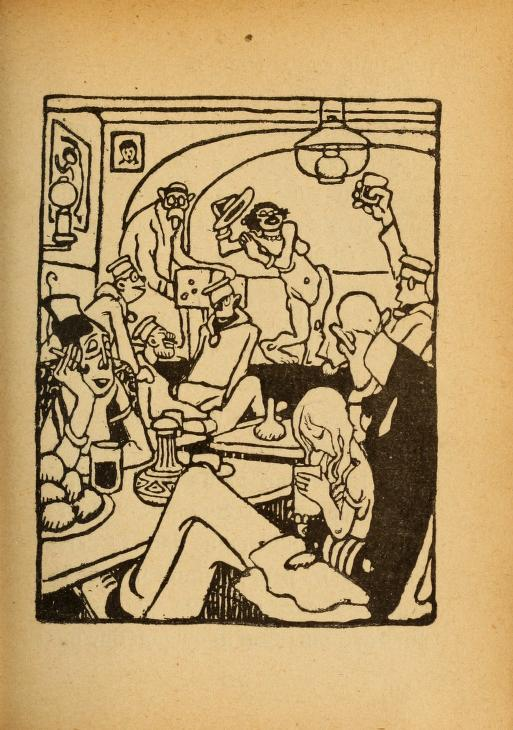
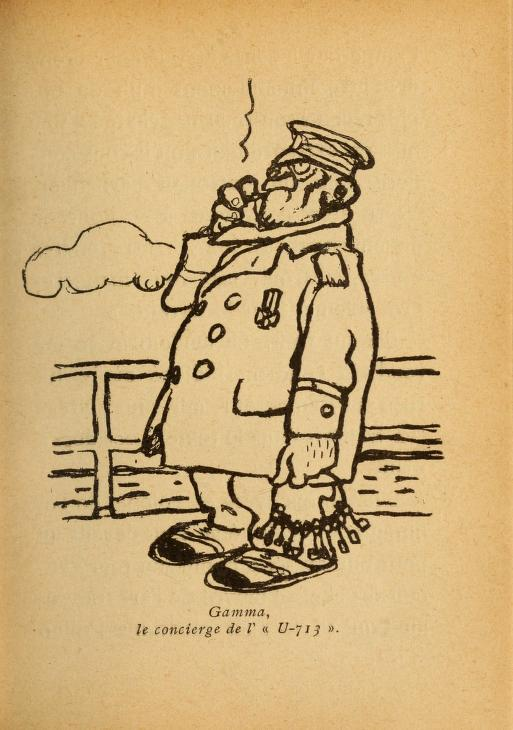
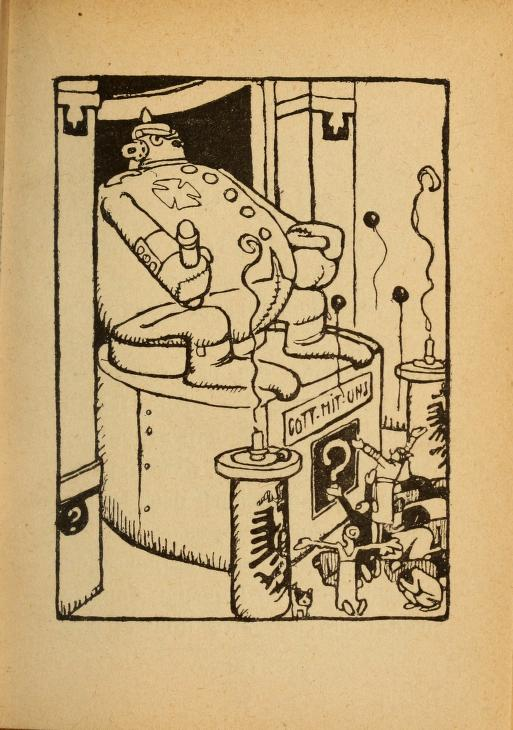
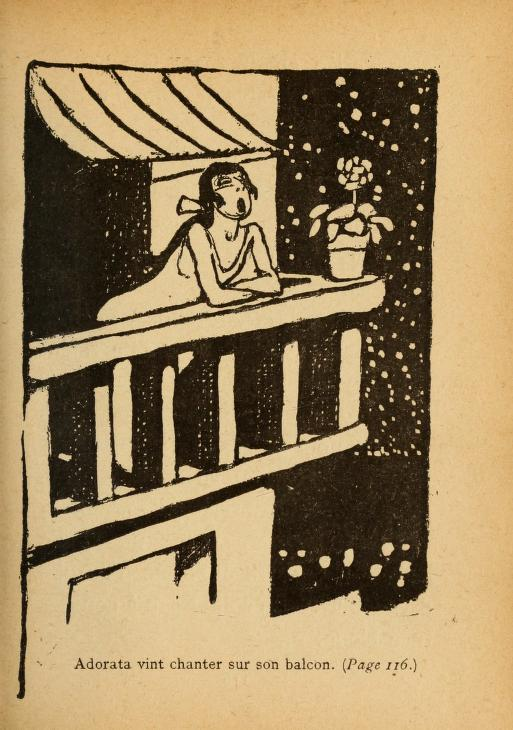

#### LeSalon de l'Araignée
A la fin de l’année 1919, Georges Weil, qui dirige à Paris la galerie Devambez, propose à Gus Bofa d’exposer ses œuvres. Au lieu de cela, ce dernier lui propose de créer un nouveau salon artistique. Il entend en effet « pousser les dessinateurs rescapés de la guerre », « protester contre le mouvement tristement humoriste qui avait illustré les années précédentes » et rompre en douceur avec la génération des « humoristes » cocardiers, grivois et dénués de fonds qui organisent leur propre salon et dont les « gauloiseries » tiennent toujours le haut du pavé. Contrairement à ces derniers, le Salon de l'Araignée, ainsi que le baptisent ses fondateurs, ne s'institutionnalisera jamais. Il déjoue le rythme annuel en organisant, dès 1920, deux salons, le premier en février, le second en novembre. Contrairement au salon des Humoristes, l'Araignée — tout en réservant une large place aux illustrateurs — accueille des sculpteurs, des graveurs, des orfèvres, des écrivains, des journalistes.
Bofa réunit d'abord autour de lui des amis proches :  Pierre Falké, Daragnès, André Foy, Jean Oberlé et Chas Laborde, Lucien Boucher, Jules Depaquit, Henri Béraud, Francis Carco, Roland Dorgelès, Max Jacob, Lucien Guitry, Jean Galtier-Boissière. Les invitations sont faites sur la base du talent, y compris parmi les « humoristes » (Abel Faivre, Jean-Louis Forain, Hermann Paul, Georges Pavis, Auguste Roubille, Sem, Henri Avelot, Marcel Capy, Joseph Hémard, Jean Veber, Adolphe Willette). Jusqu’en 1924, la présence de ses derniers demeure forte, puis il disparaissent à mesure que le succès du salon de l'Araignée, où pèsent les artistes de Montparnasse, et le déclin du salon des Humoristes, où dominent les Montmartrois, obligent les artistes à choisir leur camp.
À partir de 1925, les anciens sont remplacés par des individualités  au trait et à l'inspirations plus typés : Henri-Paul Deyvaux-Gassier, George Grosz, Frans Masereel, Maurice Van Moppès, Jean Bruller. Avec un flair très sûr, l'Araignée accueille aussi de nombreux peintres : Alexeieff, Chagall. Foujita, Marie Laurencin. Dunoyer de Segonzac ou Marcel Vertès, Hermine David et son époux Jules Pascin, Daragnès, Dignimont, Jean Oberlé, Touchagues, Van Dongen.
Ce salon exigeant, sélectif et reconnu, qui sera sabordé au bout d'une dizaine d'années par crainte de son institutionnalisation, occupe une place importante dans l'histoire de l'illustration,,,,.

« Nous avions torpillé l’Araignée en 1927, parce qu’elle avait fourni toute sa carrière utile et épuisé jusqu'au bout son esprit d’aventure. Elle était morte en beauté, pavillon haut, depuis deux ans, lorsque Carlo Rim, un jeune capitaine à lunettes, vint nous demander l’autorisation de le remettre à flot... Nous avons donc accepté cette résurrection de l’Araignée et même de nous y embarquer, tous les anciens, comme passagers de pont cette fois. Notre rôle commode et décoratif y consistera à jouer les vieux loups de mer retirés des affaires, à nous promener en fumant notre pipe à longueur de journées, et de critiquer, à tout propos et hors de propos, la manœuvre de nos cadets, du haut de notre expérience... L'Araignée nouvelle, couverte de toiles, sort du port sous le signe de la Jeunesse, souhaitons lui bon vent et bonne vogue... »

— Gus Bofa, dans la préface du catalogue du Xlème et dernier salon de l'Araignée en 1930.

##### Maturité
En 1929, il rencontre Cécile Grosos. Son épouse, alors âgée et malade, ne s'oppose pas à cette liaison qui aboutira à un mariage en 1940, six ans après sa mort.
Gus Bofa s’occupe aussi de la chronique littéraire du Crapouillot, magazine littéraire et artistique, qu’il tiendra jusqu’en 1939.
Avec les années 1930, son œuvre prend un tour de plus en plus personnel et hanté. Malaises décrit l’angoisse existentielle et La Symphonie de la peur propose la peur comme moteur de l’histoire humaine. Zoo présente l’homme comme un animal dénaturé.
En 1940, avec l'entrée de l'armée allemande à Paris, Bofa, qui loge alors à Cormeilles-en-Vexin, se replie en Seine-et-Marne, à Mauperthuis, « à l’abri des radios, des journaux, des insupportables discussions entre sourds et aveugles, sur la guerre inconnaissable ». Il quittera le village en 1947, assez déçu par le comportement des habitants à son égard.
Les années 1950 marquent la fin de l’édition de luxe et, pour Gus Bofa, le début de l’oubli. Indifférent à la gloire, il approfondit, à travers des livres autobiographiques, dont il signe textes et images, comme La Voie libre, Déblais ou La Croisière incertaine, une réflexion désabusée et pessimiste sur la condition humaine.
En proie à l'oubli et dans le besoin, il meurt en 1968, à quatre-vingt-cinq ans, à Aubagne, où les Bofa se sont retirés en 1966. Son atelier est dispersé à Drouot le 20 octobre 1969 et le 12 février 1970.

## Postérité
Son ami Pierre Mac Orlan dit de lui : « Gus Bofa est avant tout un écrivain qui a choisi le dessin pour atteindre ses buts. Un texte de Bofa, un dessin de Bofa sont construits dans la même matière et l’un et l’autre sont animés de ce même rayon de poésie humoristique qui comprend tout ce qui tient une place entre la vie et la mort.»
Gus Bofa a une influence indéniable sur les auteurs de bande dessinée. Varlot Soldat de Jacques Tardi, par exemple, est inspiré par ses illustrations de guerre publiées dans La Baïonnette.
David Prudhomme dit que « l'œuvre de Bofa ouvre beaucoup de pistes » : il « utilise les flous, les zones d'ombre, les non-dits, les hors-champ » avec « l'art de viser de côté pour trouver l'angle révélateur ». Blutch estime que « ses images ont une force d'évocation rare » et ajoute : « quand je l'ai découvert, il m'intimidait, peut-être par sa virulence, ce trait indompté, tellement éloigné du trait amidonné de la bande dessinée dans laquelle j'ai été élevé ». Pour Jean-Yves Ferri, Bofa « a une économie de moyens formidable. Il fait passer un caractère en peu de chose ».

## Expositions

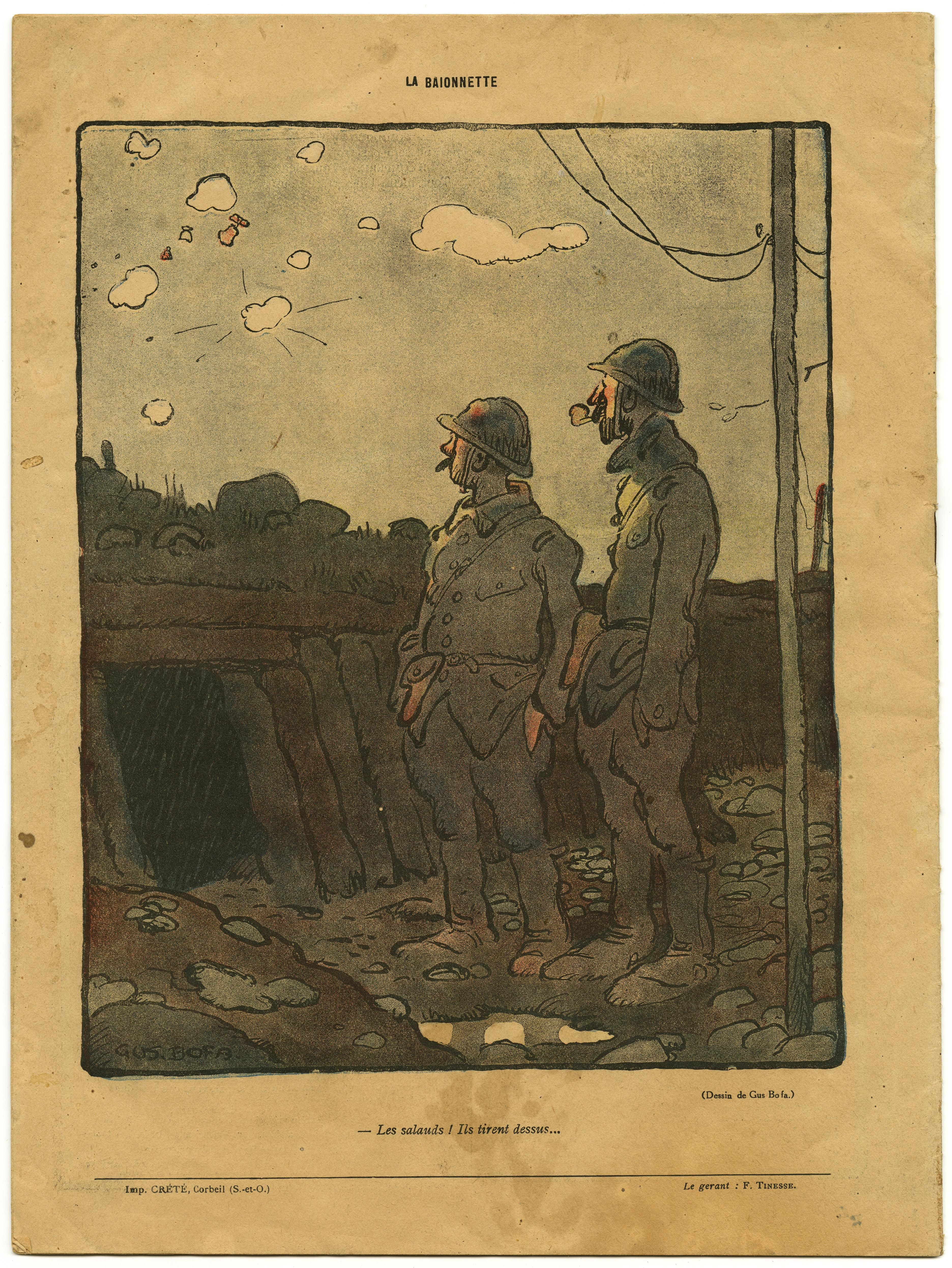
Les salauds, ils tirent dessus. Dessin de Gus Bofa. Archives Départementales de Seine-et-Marne (sur le site Europeana.eu).

- Gus Bofa et les illustrateurs de l'entre-deux-guerres, Musée-galerie de la Seita, 5 mai - 10 septembre 1983

- Exposition Gus Bofa, l'Adieu aux armes, au Festival d'Angoulème en 2014, couplée aux dessins de Tardi à l'occasion du centenaire de la Première Guerre mondiale, 30 janvier - 2 février 2014[13].
- Exposition Gus Bofa, l'Adieu aux armes, Paimpol, 18 octobre - 16 novembre 2014.
- Exposition Gus Bofa, l'Adieu aux armes, Mairie du XVVème, Paris, 26 novembre 2014 - 31 janvier 2015.
- Rencontres du 9ème art d'Aix-en-Provence[14], 23 mars -  23 mai 2015.
- Festival Gribouillis - Exposition l'espace Saint-Rémi de Bordeaux, 2- 23 septembre 2024[15].
- Exposition Gus Bofa - Archives départementales de la Dordogne 18 octobre - 9 novembre 2018
- Gus Bofa - Le nouveau Salon de l'Araignée, Galerie Michel Lagarde, 13 mai - 30 juin 2023[16].
- Gus Bofa, Librairie-galerie L’Imaginaire, Bruxelles, 9 décembre 2023 - 28 janvier 2024[17].
- On verra bien…, Gus Bofa et la guerre de 14, Médiathèque Jean-Falala, Reims, décembre 2014 - janvier 2015.
- On verra bien… Les enfants terribles de Gus Bofa, Mémo, Montauban, 3 octobre 2017 - 24 février 2018[18].
- Gus Bofa, ambiances maritimes, Les Ateliers de Sainte Adresse, Le Havre, 9 - 27 mars 2013[19].
- Gus Bofa et Mac Orlan, Musée de l'Abbaye Sainte-Croix des Sables d'Olonne, 3 juin - 30 juillet 2000[20].

## Œuvres

### Gus Bofa auteur[21]
- Chez les toubibs, La Renaissance du livre, Paris, 1917
- Roll-Mops, le Dieu assis, Société littéraire de France, Paris, 1919
- Synthèses littéraires et extra-littéraires, préface de Roland Dorgelès, Mornay éditeur, Paris, 1923
- Le Cirque (préface de Pierre Mac Orlan), La Renaissance du Livre, Paris, ca 1923
- Malaises, Jean Terquem éditeur, Paris, 1930
- Zoo, Editions Mornay, Paris, 1935
- La Symphonie de la Peur, L'Artisan du Livre, Paris, 1937
- Slogans, Librairie des Champs-Élysées, Paris, 1940
- Solution Zéro, Librairie Gründ, Paris, 1943
- La Voie Libre, notes de tourisme syncopé, Au Moulin de Pen Mur, Paris, 1947
- La Peau de Vieux, Marcel Sautier, Paris, 1947
- La Croisière incertaine, librairie des Champs-Élysées, 1950
- Déblais, Éditions Textes Prétextes, Paris, 1951
- Le Chemin de l'ascétisme, éd. Marval, Paris, 1983  (ISBN 2-86234-000-6)

### Gus Bofa illustrateur

#### Pour Pierre Mac Orlan[22]
- Pierre Mac Orlan, La bête conquérante, suivi de Le rire jaune, Crès, Paris, 1920
- Pierre Mac Orlan, U713 ou les Gentilshommes d'infortune, Société Littéraire de France, Paris, 1917
- Pierre Mac Orlan, Le Livre de la Guerre de cent ans, La Renaissance du Livre, Paris, 1921
- Pierre Mac Orlan, Le Chant de l'équipage, L'Édition française Illustrée, 1918
- Pierre Mac Orlan, Filles et Ports d'Europe, Éditions Arc-En-Ciel, Paris, 1946
- Pierre Mac Orlan, Les Poissons Morts, Payot, Paris, 1917
- Pierre Mac Orlan, Pere Barbançon, Éditions Arc-en-ciel, Paris 1948
- Pierre Mac Orlan, À l’hôpital Marie Madeleine, Les amis de Nandette éditeur,1928
- Pierre Mac Orlan, Bofa, Les éditions de la Belle Page, Paris, 1930

### Classiques[23]
- Voltaire, Candide ou l’optimisme, Librairie des Champs-Élysées, Paris, 1932
- Émile Zola, Thérèse Raquin, la Faute de l’Abbé Mouret, LʼAssommoir, Nana, Chefs-d'œuvre NRF-Gallimard, 1957 (reliure de Paul Bonet)
- François Villon, Le Testament de François Villon, L’Artisan du Livre, Paris, 1947
- Miguel de Cervantès, L'ingénieux hidalgo Don Quichotte de la Manche, Simon Kra, Paris, 1926
- Thomas de Quincey, L'Assassinat considéré comme un des beaux-arts, Éditions Eos, Paris, 1930
- Jonathan Swift, Voyages de Gulliver, Éditions de la Banderole, Paris, 1929
- Jonathan Swift, Conseils aux Domestiques, Éditions du Nord, 1921
- Jean de La Fontaine, Fables, Jean Terquem éditeur, Paris, 1928-1930
- Edgar Allan Poe, Histoires Extraordinaires. Nouvelles Histoires Extraordinaires, Gründ, Paris, 1941
- Arthur Conan Doyle, Jim Harrison boxeur, L'Édition Française Illustrée, Paris, ca 1920

### Contemporains[24]
- Georges Courteline, Messieurs les Ronds-de-cuir, Société Littéraire De France, Paris, 1920
- Georges Courteline, Les Gaités de l'Escadron, Société Littéraire De France, Paris, 1922
- Raymond Hesse, Riquet à la houppe et ses compagnons, Mornay, 1923
- Georges Courteline, Théâtre choisi, Société Littéraire De France, Paris, 1924
- Henri Béraud, Le martyre de l'Obèse, Éditions Émile-Paul, Paris, 1925
- Georges Courteline, Le Train de 8 heures 47, Librairie de France, Paris, 1931
- Octave Mirbeau, Dingo, Les Éditions Nationales, 1935
- Octave Mirbeau, Œuvres illustrées : théâtre Les Éditions Nationales, 1935
- Jacques Perret, L’Oiseau rare  suivi du Tourangeau de Winnipeg, Éditions Arc-en-ciel, Paris 1947
- Jules Romains, Les Copains (avec 12 aquarelles de Gus Bofa), NRF, Paris, 1952
- Marcel Aymé, Contes et nouvelles, NRF-Gallimard, 1953 (reliure de Paul Bonet)
- Marcel Aymé, Romans de la Province, NRF-Gallimard, 1956 (reliure de Paul Bonet)
- Giovanni Guareschi, Le petit monde de Don Camillo, André Sauret Éditions Vie, Lausanne, 1956

### Divers[25]
- Collectif – Les Gaîtées du Chat noir, Librairie Paul Ollendorff collection « Les Compteurs joyeux », Paris, 1911
- Gaston de Pawlowski, Signaux à l’ennemi, Librairie Charpentier et Fasquelle, Paris, 1918
- O. Henry, Martin Burney, boueux, boxeur et marchand d'oiseaux, L'Édition Française Illustrée, 1919
- André De Lorde, Cauchemars, La Renaissance du livre, Paris, 1921
- Georges Guierre, Pirouettes et Sarcasmes, suivis de Poèmes excentriques, Éditions des presses modernes, Paris, 1939

#### Couvertures et frontispices[25],[24],[23],[22]
- Mark Twain, Wilson tête de mou, L'Édition Française Illustrée, Paris, 1920
- Pierre Mac Orlan, La Maison du retour écœurant, La Renaissance du Livre, 1913
- Pierre Mac Orlan, Les Contes de la Pipe en Terre, L'Édition Moderne, librairie Ambert, Paris, 1913 et 1927
- Pierre Mac Orlan, Le Rire jaune, Albert Méricant éditeur, Paris, 1914
- Pierre Mac Orlan, Les Bourreurs de crâne, La Renaissance du Livre, Paris, 1917
- Francis Carco, Les Mystères de la morgue, La Renaissance du Livre, Paris, 1918
- Pierre Mac Orlan, Bob bataillonnaire, Albin Michel, Paris, 1919
- Pierre Mac Orlan, La Bête conquérante, suivi de Le Rire jaune, L’Édition Française illustrée, Paris, 1920.
- Arthur Morrison, Dorrington détective marron, Les Enquêtes du prestigieux Hewitt, Nouvelles enquêtes du prestigieux Hewitt, Dernières enquêtes du prestigieux Hewitt, L’Édition française illustrée, Paris, 1912
- Maurice Dekobra, Sammy volontaire américain, L’Édition française illustrée, Paris, 1918
- Paul Lombard, Les Contes de la mise en boîte, Le Merle Blanc, 1920
- Gabriel de Lautrec, Les Histoires de Tom Joë, L’Édition française illustrée, Paris, 1920
- Jerome K. Jerome, Mes enfants et moi, La Renaissance du Livre, Paris, 1921
- Maurice Constantin-Weyer, Vers lʼOuest, La Renaissance du Livre, Paris, 1921
- Jean Galtier-Boissière, Loin de la Rifflette, Éditions G. Crès, Paris, 1921

## Note
1. ↑  « Au fait... ce titre... cette enseigne... l’Araignée ? Quelqu’un mit la rubrique aux voix... Elle fut adoptée à mains levées, d’enthousiasme ou par nonchalance. Qui sait si le Scorpion rose ou le Zébu n’eussent pas autant touché les âmes fantaisistes ? » — André Salmon, préface du catalogue du premier Salon de l’Araignée (1920).
2. ↑  La candidature de Poulbot y sera par exemple blackboulée.
3. ↑  « J'ai vu le moment ou Monsieur Je-ne-sais-plus-qui, qui était ministre de l'Instruction publique, allait venir nous inaugurer l'année suivante ».
4. ↑  En 1930 Carlo Rim entrepris de réactiver, après trois années d'absence, le salon de l'Araignée. En 2023, la Galerie Michel Lagarde, qui a racheté le fonds Gus Bofa, a tenu un Salon de l'Araignée à l'occasion du 140ème anniversaire de la naissance de l'artiste.